# That's!イズミコ
『That's!イズミコ』（ザッツ!イズミコ）は、大野安之による日本の漫画作品。『コミック劇画村塾』（スタジオシップ）にて、創刊号より連載された（1983年 - 1987年）。単行本は全6巻。
なお2003年には続編『That's!イズミコ おかわり』が『ペンギンクラブ』（辰巳出版、コミックハウス編集）にて連載された。
単行本は長らく絶版だったが、2011年5月24日からマンガ図書館Zで無料配信されている。
2013年6月、作者セレクト＋連載前の読み切りエピソード1作を収録したベスト版が復刊ドットコムより刊行された。
また2021年 、各巻巻末に2ページの描き下ろしが追加された電子書籍による新装版及び、2022年にThat's!イズミコ全6巻＋おかわり全1巻の新装版を2冊にまとめた合本版が複数の電子書籍ストアにて配信されている。

## 概要
本作は作者の出世作である。
主人公極楽院和泉子が測定限界値以上のIQと極楽院家のオーバーテクノロジーを駆使して作り出した様々なメカニックなどで巻き起こす様々な騒動と、それに巻き込まれるヒロインゆーこの話が物語の主軸となっている。
一方で、物語の根底には“もう一人の自分”である極楽院影見子との対立があり、こちらは一転してシリアスな話になる。通常はポップなイメージで、崩したキャラに描かれることも多いが、特に「カガミコ」絡みの場合などは劇画調で描かれることが多かった。

## 登場人物
極楽院 和泉子（ごくらくいん いずみこ）
なんたら大学理学部聴講生。陰で世界を支配するといわれる三大ファミリーの一つ、極楽院家直系の「一人娘」。通称イズミコ。作中、三大ファミリーがオーバーテクノロジーを入手、利用して世界を支配しているのは、それぞれの家に現れる「時空を超越する異空間」利用しているためで、極楽院家が最初にその力を手にしたことが語られている。
北上 優子/北上 裕湖（きたがみ ゆうこ）
なんたら大学学生。本作のヒロイン。毎回トラブルに巻き込まれている。射手座生まれ。年上だがサガの彼女。愛車はヤマハ・RZ350。名は単行本第3巻までは優子。第4巻以降は裕湖と表記される。通称ゆーこ。
第4巻にてこの世界から決別するイズミコに主役を譲られ「このマンガ、どーなんのよ」「やるわ、あんたに」のやり取り後、一時、タイトルが『That's!ゆーこ』になったことがある。
嵯峨（さが）
イズミコの弟。年齢は小学校高学年（11－12歳）程度だが、母親希譲りの人並み外れた様々な力（体力・破壊力・時空を超える力etc）を持つ。年下だがゆーこの彼氏。通称サガ。
非左衛門（ひざえもん）
イズミコの叔父。かなりアナーキーなトラブルメーカー。
閼伽瓶衛（あかべえ）
イズミコの父。大旦那、大御所などと呼ばれる。
波虎 質次（ばとら しつじ）
極楽院家の執事。極楽院妄介とイズミコに仕える。
橋満 とれす（はしみつ とれす）
イズミコに仕える家政婦。
最上（もがみ）
極楽院家に仕える使用人。
極楽院 影見子（ごくらくいん かがみこ）
イズミコが1歳半の時に作り出した“もう一人の自分”。（作中、体を構成する原子までが「同じもの」であり、クローンなどではないと説明されている）。イズミコと全く同じ能力を持つが、イズミコの「鏡」として見られることを嫌悪し、イズミコを憎悪している。通称カガミコ。
ケイト
カガミコに仕える家政婦。
希（まれに）
サガの母。本作中では直接その力を見せることはほとんど無いが、サガのあの能力・エリダヌスの能力が母親譲りと書かれていること等からも、希自身極楽院一族の持つ力を有していることは確からしい。
エリダヌス
サガの妹だが、時空を超えた存在であるため、ストーリー上では年上として描かれているようである。サガと同じく母親譲りの能力を持つが、日常母からは普通の子供と同じにふるまうよう戒められている。
松任谷教授（まつとうやきょうじゅ）
なんたら大学実践不可知理論物理学研究室教授。ぼさぼさ頭に無精ひげ、よれよれのくわえタバコがトレードマーク。長年“ゴミ”の生態を観察するなど野放図で無頓着にも見えるが、その実コンピューターに関しては非常に精通した優秀な頭脳も持ち、イズミコと共同で超コンピューター「けんざぶろー」を製作したり、歩行ボンネットバス「テルマサ号」の建造も行っている。バイ・ポーラー編で事態の収拾に駆り出される。
沢田（さわだ）
松任谷の助手。
加賀（かが）
なんたら大学学生。秋美の彼氏。
吉永 秋美（よしなが あきみ）
なんたら大学学生。加賀の彼女。松任谷教授の「ホントにこの世が終わっちゃうかもなー」の言葉に「スゴイ！じゃ、いっぱいセックスしとかなきゃ」など、かなり楽天的。
山本 やすたか（やまもと やすたか）
なんたら大学学生。
亜奈開 夢美（あなあき むみ）
陰で世界を支配するといわれる三大ファミリーの一つ、亜奈開家の娘。松任谷教授に惚れられている。
亜奈開 ススム（あなあき ススム）
亜奈開家当主。
柏崎（かしわざき）
亜奈開家に仕える使用人。
鍋島（なべしま）
亜奈開家に雇われている。松任谷教授とは因縁が深く、自称ライバル。「けんざぶろー」をハッキングして乗っ取ったり、圧力鍋型の歩行機動兵器を製作するなど、それなりの科学力も有する。
亜奈開 某全（あなあき ぼうぜん）
22世紀の亜奈開家当主。
判官 是非（ほうがん ぜひ）
陰で世界を支配するといわれる三大ファミリーの一つ、判官家の会長。No.1・豪華絢爛天才悪役機甲部隊（略してNO・天機）を以って地球を“制服”（征服ではない）する。
判官 遥（ほうがん はるか）
判官家の娘。エスパーで強大なテレキネシスを持つ。
張都（はれと）
判官家に仕える使用人。
摩雲鸞（まうんらん）
雲の上に住む鳥。成長すると地上に降りる。まれに人の姿をとって人間と交わる。
隻（せき）
対となる相手を見失った“指輪”の化身。自分のいるべき所を求めて迷っている。
月（つき）
新月のときしか人間の姿になれないが、イズミコと“おやすみのキス”をし忘れて下りて来た。イズミコとの間に子供（小惑星）が生まれた。
動物学者（どうぶつがくしゃ）
ダルホと出遭った学者。
メーソ
時間と空間のはざまを漂っている種族ダルホの一体。ダルホは滅びかかっている。
影虫（かげむし）
ダルホ達と時間と空間のはざまを漂っている。泣くために生まれ、涙に溶けて消える。
牡羊座のヒツジ（おひつじざのヒツジ）
4月14日から4月20日のヒツジ。イズミコの作ったメカくぢらうすから飛び出した牡羊座。
番犬まっくすえる（ばんけんまっくすえる）
カレンダーから飛び出した牡羊座のヒツジを集めて回る番犬。
えんとろぴー
時間を食べる。その為、牡羊座のヒツジを狙っている。
おじさま
イズミコと愛人ごっこをしている。家庭を持っているが、冒険とロマンを求めている。鉄道模型が趣味。
土井教授（どいきょうじゅ）
なんたら大学土井研究室の教授。大学の古井戸を“空間ごたまぜ井戸”の研究に使っている。
かさこ
土井研究室の女子学生。実験の邪魔になるイズミコを毒殺しようとする。おかっぱで糸目。チャイナドレスから、何故か数本の狐尻尾が生えている。
薬剤師
なんたら大学薬学科調剤小売学部のお姉さん。かさこの「飲むと死ぬおくすり」やイズミコの「かぜ薬」を、しばしば「動物に変身してしまう薬」と間違えて渡してしまう。
滸蝶（こちょう）
異世界に住む“精霊”。900年以上を生きている。〈コンピュータ〉の思考を感じ取って惟陵でゆーこと出会う。
凑蚊（そうこう）
異世界で人々から祭られている水宮の“主”。滸蝶とも長く交わりがあるらしい。
喪氏（そうし）
異世界惟陵（ゆいりょう）を統べる“もの”。喪（も）や蠱（こ）を操って異郷へ通じる道を求め、ゆーこ達を捕らえようとしている。
魏脩（ぎしゅう）
異世界の町に住む男。以前カガミコと関わった事がある。
株花（しゅか）
異世界の町でサガの世話をした女性。ゆーこに似ている。
蚌（ぼう）
喪と人間の住む世界を別ける河の精。異世界に棲む。
12月30日（じゅうにがつさんじゅうにち）
黒の時間を払うため努力する日付。
2051年7月13日（にせんごじゅういちねんしちがつじゅうさんにち）
サガの誕生日を巡り、7月14日とサガを取り合っている。
2051年7月14日（にせんごじゅういちねんしちがつじゅうよんにち）
サガの帳簿上の誕生日。7月13日とサガを取り合っている。
超兵器生物（めたへいきせいぶつ）
フリエア星に住む兵器生物。カガミコに3時のおやつを奪われ滅亡しかかった。イズミコをカガミコと間違え、「ごめんなさい」を言わせようと襲ってくる。カガミコが飼いならした別の個体もいる。

### That's!イズミコ おかわり 登場人物
極楽院 和泉子（ごくらくいん いづみこ）
主人公。前作の最終回にてイズミコとカガミコが融合したキャラではあるが、カガミコの部分は存在していない。まっど・さいえんてぃすと。ホームレス。
こんちぇると
天界から地上に落ちた名なしの音符から作られたおにんぎょ。イズミコの使用人。
武運の神（ぶうんのかみ）
元は不運の神（ふうんのかみ）であったが、人に取り憑くのを止め消え去るところをこんちぇるとに濁点を付けられて武運の神となる。
モトコ・くりすてぃーな・ぢょせふそん
カガミコが酔っ払ってどこぞのなんかと遺伝子を掛け合わせ生まれたイズミコの娘。あくのていおー見習い中。源氏名はへる・くりす。
栗栖原 美歌香（くるすはら みかか）
くりすの友人。共に『超電寺学園きらきら』よりクロスオーバー出演しており、『超鉄大帝テスラ』にも異なる役柄でスター・システム出演している。『おかわり』ではイズミコにおにんぎょにして貰いたくて登場。
昼の言葉（ひるのことば）
こんちぇるとと美歌香が迷い込んだ本、文字の街の住人。物語を演じる文字人形。本の登場人物故、物語に従い姉である夜の言葉と街の支配を賭け戦い続けている。本の前後のページが欠如しているため、繰り返し同じ物語を演じている。
夜の言葉（よるのことば）
文字の街の住人。弟である昼の言葉と望まぬまま戦っている。のちにイズミコが追加した白紙のページに新しい物語を紡ぎ出し、物語を完結させる。

## 登場メカ&小道具
ミルクスプーン
ミルクに入れると銀河と繋がる。
重力制御装置
波虎が大旦那様から皆勤20年の記念に貰った、シビンの形をしている重力制御装置。
テルマサ号
松任谷教授のボンネットバス。二足歩行する。
くぢらメカ
- くぢらまる1世号 空気でふくらむ必殺くぢらメカ。
- くぢらまるII
- くぢらまるIV 潜水艦。GDMS（重力なんかでーっきれーだ無視しちゃうもんシステム）を搭載。
- くぢらまるV 飛行船。

※その他

くじらうす。
1日分の時間が牡羊座のヒツジになって飛び出し、後を追って番犬まっくすえるが出てくる。現実には用途不明？
（クラウジウスが命名した熱学上の概念“エントロピー”の公式【E＝mc2】と物理学者マクスウェルより）

### イズミコの使用するメカ
重力なんかでーっきれーだ無視しちゃうもんシステム。
ものに意思を与えて重力を無視させる装置。通称“GDMS”。
バグアップル
イズミコの製作したリンゴ型メカ。バグ（欠陥）で本物のリンゴを産む。6502号、8080号、Z-80号、6809号、8086号、68000号などがある。
シンボー
イズミコが製作したオムスビ型メカ。ササニシキのオムスビを出す。
ケンザブロー
イズミコが製作したコンピュータ・システム。シミュレートしたことがそのまま“現実のこと”として起こる。
巨大顔面
明治時代に造られたコンピュータ・システム。イズミコの屋敷地下に設置されている。人との会話や意思の疎通などが可能。
イズミコが製作した強化服（パワードスーツ）
- ウェディングドレス型強化服（パワードスーツ）
- すーぱーひーろーぷりてぃーず（パワードスーツ）
- すーぱーひーろーぷりてぃーずmkII（パワードスーツ）
- うるとら すーぱーひーろーぷりてぃーず（通称“USHP”／搭乗型）
- うるとら すーぱーひーろーぷりてぃーず PLUS
- うるとら すーぱーひーろーぷりてぃーず XL
- うるとら すーぱーひーろーぷりてぃーず XLb
- うるとら すーぱーひーろーぷりてぃーず XLb2

### That's!イズミコ おかわり 登場メカ
思考機械
答えの出ない問題を問われることにより熱暴走を起こし、暖房器具として使用する。
かいじゅー
イズミコのS.H.P すうぱあ・ひいろお・ぷりてぃづっっ、う゛ぁーぢょんVer.2003と戦いを繰り広げる。MADE in GOKURAKUIN。
夏と冬をとっかえるキカイ
スイッチで夏と冬を取り替える機械。

## 単行本
- That's！イズミコ（1）初版：1984/03/15　GEKIGA KING SERIES　雑誌コード50611-44、4版Ship friend comics　雑誌コード48810-03
  - みるくすぷーん
  - 星に願いを
  - The Bug Apples
  - Single-Bird
  - あなーきーは美しい夢
  - PROGRAMMING-DANCING
  - ちゃいるど・むーん
  - 雪の芭蕉(ばせう)

- That's！イズミコ（2)　初版：1985/01/10　GEKIGA KING SERIES　雑誌コード50611-73、2版Ship friend comics　雑誌コード48810-04
  - はいぱー・あっぷるぱい・ぱーてぃー
  - 曠野のむこうがわ
  - （え）＝mc²
  - ざ♡すーぱーひーろー・ぷりてぃーずっっ!!
  - Many Many Today
  - Daydream
  - サガ
  - すらぷすてく・もーしょんぴくちあ

- That's！イズミコ（3）　初版：1985/09/10　Ship friend comics　雑誌コード48810-05
  - しるきい・うぇい
  - バイ・ポーラー(前編)

- That's！イズミコ（4）　初版：1986/07/20　Ship friend comics　雑誌コード48810-11
  - バイ・ポーラー(後編)
  - おまけばい・ぽーらー
  - のぼる ほし
  - としのくれのぷれぜんとっ
  - An Affair？
  - SAGA.2
  - 夜曲

- That's！イズミコ（5）　初版：1987/02/20　Ship friend comics　雑誌コード48810-15
  - あーひさしぶり すーぱーひーろーぷりてぃーず！
  - またまた すーぱーひーろーぷりてぃーず！
  - ひつこく すーぱーひーろーぷりてぃーず！ と その技術的解説風解説
  - はるのゆめゆめ
  - ケンタッキー古井戸事件
  - 希（まれに）
  - ERIDANUS
  - ERIDANUS.2
  - CONFUSION

- That's！イズミコ（6）　初版：1987/11/20　Ship friend comics　雑誌コード48810-18
  - Battle of Butler
  - Shn't(1)
  - Shn't(2)
  - さて ひさしぶり AKIMI
  - カゼじゃねむい
  - SAGA.3
  - カゼじゃだるい
  - カゼじゃ死ぐ
  - カゼじゃなおったとゆーのに
  - SAGA.4
  - 次回予告
  - THE FINAL MISSION
  - 最終回

- That's！イズミコ ベスト　　初版：2013/06/15　復刊ドットコム　ISBN 978-4-8354-4951-7
  - みるくすぷーん
  - 星に願いを
  - PROGRAMMING-DANCING
  - 曠野のむこうがわ
  - ざ♡すーぱーひーろー・ぷりてぃーずっっ!!
  - Many Many Today
  - サガ
  - のぼる ほし
  - CONFUSION
  - SAGA.2
  - としのくれのぷれぜんとっ
  - バランタインBANG-BANG(単行本未収録作)